# 東枝

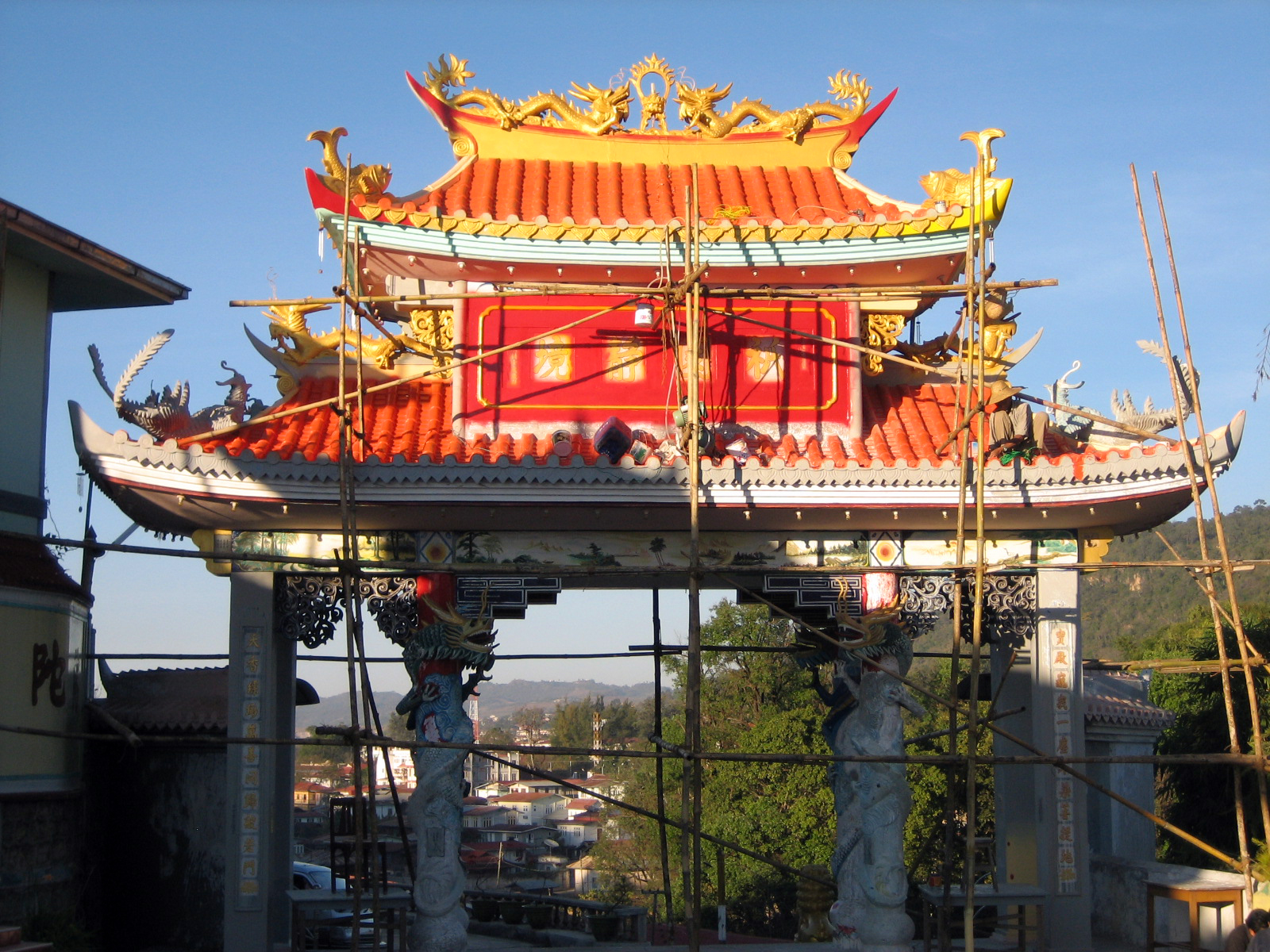
建築中的東枝觀音寺的牌樓

東枝（緬甸語發音：[tàʊɰ̃dʑí mjo̰]），二战缅甸战场中文亦译作棠吉，是東南亞國家緬甸南部撣邦的首府，人口約40萬人，為緬甸第五大城市，位於海拔1,436公尺的掸邦高原上。在緬甸語裡，「東枝」的意思為「大山」，得名於其東部的著名高山Taung-chun（岩壁、峭壁之意）。東枝雖位於撣邦，然而撣族人並非其主要居民，為緬甸境內的茵沙人及勃歐族聚居地。近年則有許多中國移民定居於此。

## 歷史
在英國殖民統治前，只是一個有幾棟寮屋的小村落。該處位於撣邦高原的Sittaung之山腰，主要居民為勃歐族。雖然當年的古村早已湮沒，但是鄉村風味仍然隨處可尋。
在英國統治期間為撣邦南部的重鎮。東枝的現代發展始於1894年，當年英國為了衛生及地理位置等原因，把政府駐地從茵萊湖東岸的孟燾移到海拔較高的東枝。雖然在地理上屬於娘瑞土邦，該鎮仍被英國列為「禁區」以免受當地土司干涉。1906年前，已有千戶居民居於此地，後來由於撣邦內亂，東枝由軍警駐守，其後成為撣邦的物資供應中心，為受戰亂波及的有需要人士提供援助。

## 交通
- 陸路
  - 主要進入東枝的途徑為公路。
  - 在1995年才修建一條軍用運輸鐵路穿越東枝，但僅用作運輸軍用物資。乘客如需使用客運鐵路服務，須到東枝以西約12英里的順陽（英语：Shwenyaung）。
- 航空
  - 黑河鎮黑河機場，距東枝約39公里。該機場有定期航班飛往仰光，曼德勒和蒲甘。

## 教育

### 高等學府
- 東枝大学
- 東枝醫科大學（英语：University of Medicine, Taunggyi）
- 東枝科技大學（英语：Technological University, Taunggyi）

## 景點
- 東枝是撣邦裡的民族大熔爐。佛寺遍布全城；然而，亦有少量基督徒聚居於此；直屬羅馬天主教東枝總教區的「聖約瑟大教堂」及修道院；以及最初由英國管理的「浸信會堂」及聖公會設施均由信眾修建，但礙於使用率低而幾近荒廢；城內亦有不少清真寺及中式道觀，例如：東枝觀音寺。

- 茵萊湖：可欣賞百鳥越頂爭搶食物的奇景。在此還可看到少數民族的「水上市場」交易形況，以及幾世紀以來獨特的水耕與捕魚方法：「以腳推槳撥水滑行」的傳統方式。附近的五日墟市，則是農民販賣新鮮農產品的場所。城內的八道烏寶塔（英语：Hpaung Daw U Pagoda）也是著名景點之一，塔內存放著12世紀時土司從馬來西亞得來的五尊佛像，已被參拜信徒用金箔貼滿全身而看不清原形。傍晚時分，可在湖邊欣賞茵萊湖日落美景。

- 濱達雅鐘乳石洞（英语：Pindaya Caves）：濱達雅鎮（英语：Pindaya）的大乘佛教遺蹟，它的內部為天然鐘乳石，供奉有成千上萬的佛像，金碧輝煌宛如一座宮殿。據說洞裡深處所供奉的一尊大臥佛之背後，曾經收藏無數奇珍異寶。在Kat-ku，亦有數百座16世紀建造的佛教舍利塔。

- 撣邦文化博物館：珍藏著許多歷史悠久的文物，例如撣族傳統服飾、傳統樂器、手工藝品及畫作等。